# Тадо Мінтая
Тадо Мінтая (*бірм. သတိုဝ်မင်းတရား, 1619 — 1652) — 23-й володар М'яу-У в 1645—1652 роках. Також відомий як Сатодгаммараджа. Зумів відновити єдність та міць держави.

## Життєпис
Син Нарапаті та його першої дружини. 1638 року батько захопив владу в державі, після чого оголосив Тадо офіційним спадкоємцем трону. 1645 року спадкував владу. Про нього відомостей обмаль.
Загалом продовжував політику попередника, зберігаючи мир з імперією Таунгу, маневруючи між португальцями та голландцями. Його спроби відновити повний контроль над портом Читтагонг, де отаборилися невдаволені представники знаті, що були підтримані португальськими найманцями, виявилися більш вдалими, ніж у його попередника. Складними залишалися стосунки з імперією Великих Моголів, було здійснено спробу відняти місто Шріпур, але не зовсім вдало. Наприкінці панування довелося придушувати заколот в провінції Сандвіп.
Помер Тадо Мінтая 1652 року. Йому спадкував старший син Санда Тхудгамма.